# 9665 Inastronoviny
9665 Inastronoviny este un asteroid din centura principală de asteroizi.

## Descriere
9665 Inastronoviny este un asteroid din centura principală de asteroizi. A fost descoperit pe 5 iunie 1996 la Observatorul Kleť par l'Observatorul Kleť. Asteroidul prezintă o orbită caracterizată de o semiaxă mare de 3,07 ua, o excentricitate de 0,12 și o înclinație de 7,7° în raport cu ecliptica.